# Jeff Cobb
Jeffrey Cobb (ur. 11 lipca 1982) – guamski zapaśnik walczący w stylu wolnym. Olimpijczyk z Aten 2004, gdzie zajął dwudzieste pierwsze miejsce w kategorii 84 kg.
Zajął 26 miejsce na mistrzostwach świata w 2007. Złoty medalista igrzysk mikronezyjskich w 2006. Zdobył dziesięć medali na mistrzostwach Oceanii w latach 2001 - 2007 roku.
Zawodnik MMA.
Od maja 2025 roku jest związany kontraktem z WWE. Jest znany z okresu spędzonego w New Japan Pro-Wrestling (NJPW) w latach 2017-2025, gdzie był członkiem United Empire.